# 德兴大桥
德兴大桥是位于广州市横跨市桥河道上的一座大桥，该桥连接番禺区的市桥街道和桥南街道。于2001年12月建成通车，被广东省交通运输厅评为优良工程。
德兴大桥位于广东番禺德兴市老城区西南角的禾底贩与新开发建设的泊水河西岸的河西贩之间,横跨泊水河,是一座城市桥梁。主桥跨市桥河，路线长为1480m；大桥全长600.09m，其中主桥长150m，宽33.1m，为下承式混凝土连续拱梁组合桥，主跨为40m+70m+40m；4条匝道，宽9.5m，总长400m；南引道路基宽52m，水泥混凝土路面宽2×15.5m。
柱墩承台施工采用无底沉箱施工方案，在常水位以上完成沉箱的安装及完工后沉箱拆卸的所有工作，工程施工方便，极大的降低了工程造价。